# Aeropuerto Parque Nacional Canaima
El Aeropuerto de Canaima (en portugués: Aeroporto de Canaima) (en inglés: Canaima Airport); IATA: CAJ,  ICAO: SVCN ) es el aeropuerto del pueblo de Canaima,[] situado en el Parque Nacional Canaima, en Bolívar,  Venezuela.

## Instalaciones
El aeropuerto está ubicado en una elevación de 442 m s. n. m. (1.450 ft). Tiene una pista de aterrizaje de asfalto designada como 18/36 con 2.155 m de longitud por 30 m de ancho (7.070 ft × 98 ft). []

## Aerolínea y destino
| Destinos por aerolínea                | Destinos por aerolínea |
| Aerolíneas                            | Ciudades |
| ------------------------------------- | --- |
| Conviasa 1 destino                    | Nacional (1): Caracas / Ciudad Guayana (Inicia el 15 de agosto de 2025) / Santa Elena de Urairén (Inicia el 15 de agosto de 2025) |
| Total: 1 destino, 1 país, 1 aerolínea | |

### Destinos Nacionales
| Ciudad                                    | Nombre del aeropuerto                               | Aerolínea |
| ----------------------------------------- | --------------------------------------------------- | --------- |
| Bolívar - Ciudad Guayana                  | Aeropuerto Internacional Manuel Piar                | Conviasa  |
| Bolívar - Santa Elena de Urairén          | Aeropuerto de Santa Elena de Urairén                | Conviasa  |
| Distrito Capital - Caracas                | Aeropuerto Internacional de Maiquetía Simón Bolívar | Conviasa  |
| Total: 3 destinos, 2 estados, 1 aerolínea |                                                     |           |

Operan la siguiente aerolínea con el respectivo equipo, así:
- Conviasa: ATR42 / Embraer 190

### Vuelos Chárter y Estacionales
| Destino   | Aeropuerto                                               | Aerolínea         | Notación |
| --------- | -------------------------------------------------------- | ----------------- | -------- |
| Barcelona | Aeropuerto Internacional General José Antonio Anzoátegui | Sundance Airlines | Chárter  |

## Accidentes e incidentes
- 27 de agosto de 1972: un avión Douglas C-47 con las siglas YV-C-AKE de Aeropostal Líneas aéreas de Venezuela sufrió un fallo en el motor izquierdo, poco después de despegar en un vuelo regular de pasajeros con destino al Aeropuerto Nacional Tomas de Heres, Ciudad Bolívar. El avión se estrelló cuando intentaba regresar a Canaima, falleciendo las 34 personas a bordo.[[3]]

- 2 de octubre de 1998: un Douglas DC-3 signado con las siglas YV-611C de la línea aérea Servivensa se estrelló durante la maniobra de aproximación al Aeropuerto Canaima. La aeronave había salido con un vuelo de turismo local (charter) para ver el Salto Ángel. Una de las 25 personas a bordo murió.[[4]]